# 55 (số)
55 (năm mươi lăm) là một số tự nhiên ngay sau 54 và ngay trước 56.